# Independent Spirit al millor director
El Premi Independent Spirit al millor director és un dels premis anuals atorgats per l'associació nord-americana Film Independent. Forma part dels Premis Independent Spirit.

## Dècada de 1980
| Any  | Director               | Pel·lícula                       | Títol original           |
| ---- | ---------------------- | -------------------------------- | ------------------------ |
| 1985 | Joel Coen i Ethan Coen | Sang fàcil                       | Blood Simple             |
| 1985 | Martin Scorsese        | Quina nit!                       | After Hours              |
| 1985 | Joyce Chopra           | Smooth Talk                      | Smooth Talk              |
| 1985 | Peter Masterson        | The Trip to Bountiful            | The Trip to Bountiful    |
| 1986 | Oliver Stone           | Platoon                          | Platoon                  |
| 1986 | Jim Jarmusch           | Sota el pes de la llei           | Down by Law              |
| 1986 | David Lynch            | Vellut blau                      | Blue Velvet              |
| 1986 | Rob Reiner             | Compta amb mi                    | Stand by Me              |
| 1986 | Oliver Stone           | Salvador                         | Salvador                 |
| 1987 | John Huston            | Els dublinesos                   | The Dead                 |
| 1987 | Jonathan Demme         | Swimming to Cambodia             | Swimming to Cambodia     |
| 1987 | Tim Hunter             | River's Edge                     | River's Edge             |
| 1987 | Jim McBride            | The Big Easy                     | The Big Easy             |
| 1987 | John Sayles            | Matewan (pel·lícula)             | Matewan                  |
| 1988 | Ramon Menendez         | Lliçons inoblidables             | Stand and Deliver        |
| 1988 | David Burton Morris    | Patti Rocks                      | Patti Rocks              |
| 1988 | Errol Morris           | The Thin Blue Line               | The Thin Blue Line       |
| 1988 | Oliver Stone           | Talk Radio                       | Talk Radio               |
| 1988 | John Waters            | Hairspray                        | Hairspray                |
| 1989 | Steven Soderbergh      | Sexe, mentides i cintes de vídeo | Sex, Lies, and Videotape |
| 1989 | Jim Jarmusch           | Mystery Train                    | Mystery Train            |
| 1989 | Charles Lane           | Sidewalk Stories                 | Sidewalk Stories         |
| 1989 | Nancy Savoca           | True Love                        | True Love                |
| 1989 | Gus Van Sant           | Drugstore Cowboy                 | Drugstore Cowboy         |

## Dècada de 1990
| Any  | Director               | Títol                                | Títol original                     |
| ---- | ---------------------- | ------------------------------------ | ---------------------------------- |
| 1990 | Charles Burnett        | To Sleep with Anger                  | To Sleep with Anger                |
| 1990 | Reginald Hudlin        | House Party                          | House Party                        |
| 1990 | John McNaughton        | Henry: retrat d'un assassí en sèrie  | Henry: Portrait of a Serial Killer |
| 1990 | Allan Moyle            | Rebel·lió a les ones                 | Pump Up the Volume                 |
| 1990 | Michael Roemer         | The Plot Against Harry               | The Plot Against Harry             |
| 1991 | Martha Coolidge        | El preu de l'ambició                 | Rambling Rose                      |
| 1991 | Todd Haynes            | Poison                               | Poison                             |
| 1991 | Richard Linklater      | Slacker                              | Slacker                            |
| 1991 | Gus Van Sant           | My Own Private Idaho                 | My Own Private Idaho               |
| 1991 | Joseph Vásquez         | Hangin' with the Homeboys            | Hangin' with the Homeboys          |
| 1992 | Carl Franklin          | One False Move                       | One False Move                     |
| 1992 | Allison Anders         | Gas Food Lodging                     | Gas Food Lodging                   |
| 1992 | Abel Ferrara           | Bad Lieutenant                       | Bad Lieutenant                     |
| 1992 | Tom Kalin              | Swoon                                | Swoon                              |
| 1992 | Quentin Tarantino      | Reservoir Dogs                       | Reservoir Dogs                     |
| 1993 | Robert Altman          | Vides encreuades                     | Short Cuts                         |
| 1993 | Ang Lee                | The Wedding Banquet                  | The Wedding Banquet                |
| 1993 | Victor Nuñez           | Ruby in Paradise                     | Ruby in Paradise                   |
| 1993 | Robert Rodriguez       | El Mariachi                          | El Mariachi                        |
| 1993 | John Turturro          | Mac                                  | Mac                                |
| 1994 | Quentin Tarantino      | Pulp Fiction                         | Pulp Fiction                       |
| 1994 | John Dahl              | Conspiració a Red Rock West          | Red Rock West                      |
| 1994 | Ang Lee                | Eat Drink Man Woman                  | Eat Drink Man Woman                |
| 1994 | Roman Polanski         | La mort i la donzella                | Death and the Maiden               |
| 1994 | Alan Rudolph           | La senyora Parker i el cercle viciós | Mrs. Parker and the Vicious Circle |
| 1995 | Mike Figgis            | Leaving Las Vegas                    | Leaving Las Vegas                  |
| 1995 | Michael Almereyda      | Nadja                                | Nadja                              |
| 1995 | Ulu Grosbard           | Georgia                              | Georgia                            |
| 1995 | Todd Haynes            | Safe                                 | Safe                               |
| 1995 | John Sayles            | The Secret of Roan Inish             | The Secret of Roan Inish           |
| 1996 | Joel Coen i Ethan Coen | Fargo                                | Fargo                              |
| 1996 | Abel Ferrara           | The Funeral                          | The Funeral                        |
| 1996 | David O. Russell       | Flirtejant amb el desastre           | Flirting with Disaster             |
| 1996 | Todd Solondz           | Welcome to the Dollhouse             | Welcome to the Dollhouse           |
| 1996 | Robert M. Young        | Caught                               | Caught                             |
| 1997 | Robert Duvall          | The Apostle                          | The Apostle                        |
| 1997 | Larry Fessenden        | Habit                                | Habit                              |
| 1997 | Victor Nuñez           | Ulee's Gold                          | Ulee's Gold                        |
| 1997 | Paul Schrader          | Tocat                                | Touch                              |
| 1997 | Wim Wenders            | El final de la violència             | The End of Violence                |
| 1998 | Wes Anderson           | Rushmore                             | Rushmore                           |
| 1998 | Todd Haynes            | Velvet Goldmine                      | Velvet Goldmine                    |
| 1998 | Lodge Kerrigan         | Claire Dolan                         | Claire Dolan                       |
| 1998 | Paul Schrader          | Aflicció                             | Affliction                         |
| 1998 | Todd Solondz           | Happiness                            | Happiness                          |
| 1999 | Alexander Payne        | Election                             | Election                           |
| 1999 | Harmony Korine         | Julien Donkey-Boy                    | Julien Donkey-Boy                  |
| 1999 | Doug Liman             | Go                                   | Go                                 |
| 1999 | David Lynch            | Una història de debò                 | The Straight Story                 |
| 1999 | Steven Soderbergh      | The Limey                            | The Limey                          |

## Dècada de 2000
| Any  | Director                               | Pel·lícula                  | Títol original                    |
| ---- | -------------------------------------- | --------------------------- | --------------------------------- |
| 2000 | Ang Lee                                | Tigre i drac                | Crouching Tiger, Hidden Dragon    |
| 2000 | Darren Aronofsky                       | Rèquiem per un somni        | Requiem for a Dream               |
| 2000 | Miguel Arteta                          | Chuck & Buck                | Chuck & Buck                      |
| 2000 | Christopher Guest                      | Best in Show                | Best in Show                      |
| 2000 | Julian Schnabel                        | Before Night Falls          | Before Night Falls                |
| 2001 | Christopher Nolan                      | Memento                     | Memento                           |
| 2001 | Michael Cuesta                         | L.I.E.                      | L.I.E.                            |
| 2001 | Cheryl Dunye                           | Stranger Inside             | Stranger Inside                   |
| 2001 | Richard Linklater                      | Waking Life                 | Waking Life                       |
| 2001 | John Cameron Mitchell                  | Hedwig and the Angry Inch   | Hedwig and the Angry Inch         |
| 2002 | Todd Haynes                            | Lluny del cel               | Far from Heaven                   |
| 2002 | Joe Carnahan                           | Narc                        | Narc                              |
| 2002 | Nicole Holofcener                      | Lovely & Amazing            | Lovely & Amazing                  |
| 2002 | Bernard Rose                           | Ivans Xtc                   | Ivans Xtc                         |
| 2002 | Gus Van Sant                           | Gerry                       | Gerry                             |
| 2003 | Sofia Coppola                          | Lost in Translation         | Lost in Translation               |
| 2003 | Shari Springer Berman i Robert Pulcini | American Splendor           | American Splendor                 |
| 2003 | Jim Sheridan                           | In America                  | In America                        |
| 2003 | Peter Sollett                          | Raising Victor Vargas       | Raising Victor Vargas             |
| 2003 | Gus Van Sant                           | Elephant                    | Elephant                          |
| 2004 | Alexander Payne                        | Entre copes                 | Sideways                          |
| 2004 | Shane Carruth                          | Primer                      | Primer                            |
| 2004 | Joshua Marston                         | María, llena eres de gracia | Maria, you are full of grace      |
| 2004 | Walter Salles                          | Diarios de motocicleta      | Diarios de motocicleta            |
| 2004 | Mario Van Peebles                      | Baadasssss!                 | Baadasssss!                       |
| 2005 | Ang Lee                                | Brokeback Mountain          | Brokeback Mountain                |
| 2005 | Gregg Araki                            | Mysterious Skin             | Mysterious Skin                   |
| 2005 | Noah Baumbach                          | Una història de Brooklyn    | The Squid and the Whale           |
| 2005 | George Clooney                         | Bona nit i bona sort        | Good Night, and Good Luck         |
| 2005 | Rodrigo García                         | Nine Lives                  | Nine Lives                        |
| 2006 | Jonathan Dayton i Valerie Faris        | Petita Miss Sunshine        | Little Miss Sunshine              |
| 2006 | Robert Altman                          | A Prairie Home Companion    | A Prairie Home Companion          |
| 2006 | Ryan Fleck                             | Half Nelson                 | Half Nelson                       |
| 2006 | Karen Moncrieff                        | The Dead Girl               | The Dead Girl                     |
| 2006 | Steven Soderbergh                      | Bubble                      | Bubble                            |
| 2007 | Julian Schnabel                        | L'escafandre i la papallona | The Diving Bell and the Butterfly |
| 2007 | Todd Haynes                            | I'm Not There               | I'm Not There                     |
| 2007 | Tamara Jenkins                         | The Savages                 | The Savages                       |
| 2007 | Jason Reitman                          | Juno                        | Juno                              |
| 2007 | Gus Van Sant                           | pel·lícula                  | títol original                    |
| 2008 | Thomas McCarthy                        | The Visitor                 | The Visitor                       |
| 2008 | Ramin Bahrani                          | Chop Shop                   | Chop Shop                         |
| 2008 | Jonathan Demme                         | La boda de la Rachel        | Rachel Getting Married            |
| 2008 | Lance Hammer                           | Ballast                     | Ballast                           |
| 2008 | Courtney Hunt                          | Frozen River                | Frozen River                      |
| 2009 | Lee Daniels                            | Precious                    | Precious                          |
| 2009 | Joel Coen i Ethan Coen                 | Un home seriós              | A Serious Man                     |
| 2009 | Cary Fukunaga                          | Sin Nombre                  | Sin Nombre                        |
| 2009 | James Gray                             | Dos amants                  | Two Lovers                        |
| 2009 | Michael Hoffman                        | L'última estació            | The Last Station                  |

## Dècada de 2010
| Any  | Director                       | Pel·lícula                  | Títol original              |
| ---- | ------------------------------ | --------------------------- | --------------------------- |
| 2010 | Darren Aronofsky               | Black Swan                  | Black Swan                  |
| 2010 | Danny Boyle                    | 127 Hours                   | 127 Hours                   |
| 2010 | Lisa Cholodenko                | The Kids Are All Right      | The Kids Are All Right      |
| 2010 | Debra Granik                   | Winter's Bone               | Winter's Bone               |
| 2010 | John Cameron Mitchell          | Rabbit Hole                 | Rabbit Hole                 |
| 2011 | Michel Hazanavicius            | The Artist                  | The Artist                  |
| 2011 | Mike Mills                     | Beginners                   | Beginners                   |
| 2011 | Jeff Nichols                   | Take Shelter                | Take Shelter                |
| 2011 | Alexander Payne                | The Descendants             | The Descendants             |
| 2011 | Nicolas Winding Refn           | Drive                       | Drive                       |
| 2012 | David O. Russell               | Silver Linings Playbook     | Silver Linings Playbook     |
| 2012 | Wes Anderson                   | Moonrise Kingdom            | Moonrise Kingdom            |
| 2012 | Julia Loktev                   | The Loneliest Planet        | The Loneliest Planet        |
| 2012 | Ira Sachs                      | Keep the Lights On          | Keep the Lights On          |
| 2012 | Benh Zeitlin                   | Beasts of the Southern Wild | Beasts of the Southern Wild |
| 2013 | Steve McQueen                  | 12 Years a Slave            | 12 Years a Slave            |
| 2013 | Shane Carruth                  | Upstream Color              | Upstream Color              |
| 2013 | J. C. Chandor                  | All Is Lost                 | All Is Lost                 |
| 2013 | Jeff Nichols                   | Mud                         | Mud                         |
| 2013 | Alexander Payne                | Nebraska                    | Nebraska                    |
| 2014 | Richard Linklater              | Boyhood                     | Boyhood                     |
| 2014 | Damien Chazelle                | Whiplash                    | Whiplash                    |
| 2014 | Ava DuVernay                   | Selma                       | Selma                       |
| 2014 | Alejandro G. Iñárritu          | Birdman                     | Birdman                     |
| 2014 | David Zellner                  | Kumiko, the Treasure Hunter | Kumiko, the Treasure Hunter |
| 2015 | Tom McCarthy                   | Spotlight                   | Spotlight                   |
| 2015 | Sean Baker                     | Tangerine                   | Tangerine                   |
| 2015 | Cary Joji Fukunaga             |                             | Beasts of No Nation         |
| 2015 | Todd Haynes                    | Carol                       | Carol                       |
| 2015 | Charlie Kaufman i Duke Johnson |                             | Anomalisa                   |
| 2015 | David Robert Mitchell          |                             | It Follows                  |
| 2016 | Barry Jenkins                  | Moonlight                   | Moonlight                   |
| 2016 | Andrea Arnold                  |                             | American Honey              |
| 2016 | Pablo Larraín                  | Jackie                      | Jackie                      |
| 2016 | Jeff Nichols                   |                             | Loving                      |
| 2016 | Kelly Reichardt                |                             | Certain Women               |
| 2017 | Jordan Peele                   | Get Out                     | Get Out                     |
| 2017 | Sean Baker                     | The Florida Project         | The Florida Project         |
| 2017 | Jonas Carpignano               |                             | A Ciambra                   |
| 2017 | Luca Guadagnino                | Digue'm pel teu nom         | Call Me by Your Name        |
| 2017 | Safdie brothers                |                             | Good Time                   |
| 2017 | Chloé Zhao                     |                             | The Rider                   |
| 2018 | Barry Jenkins                  | El blues de Beale Street    | If Beale Street Could Talk  |
| 2018 | Debra Granik                   | Leave No Trace              | Leave No Trace              |
| 2018 | Tamara Jenkins                 |                             | Private Life                |
| 2018 | Lynne Ramsay                   | You Were Never Really Here  | You Were Never Really Here  |
| 2018 | Paul Schrader                  | El reverend                 | First Reformed              |
| 2019 | Safdie brothers                | Uncut Gems                  | Uncut Gems                  |
| 2019 | Robert Eggers                  | The Lighthouse              | The Lighthouse              |
| 2019 | Alma Har'el                    |                             | Honey Boy                   |
| 2019 | Julius Onah                    |                             | Luce                        |
| 2019 | Lorene Scafaria                | Hustlers                    | Hustlers                    |

## Dècada de 2020
| Any  | Director                         | Pel·lícula                          | Títol original                    |
| ---- | -------------------------------- | ----------------------------------- | --------------------------------- |
| 2020 | Chloé Zhao                       | Nomadland                           | Nomadland                         |
| 2020 | Lee Isaac Chung                  | Minari: Història de la meva família | Minari                            |
| 2020 | Emerald Fennell                  | Promising Young Woman               | Promising Young Woman             |
| 2020 | Eliza Hittman                    | Never Rarely Sometimes Always       | Never Rarely Sometimes Always     |
| 2020 | Kelly Reichardt                  | First Cow                           | First Cow                         |
| 2021 | Maggie Gyllenhaal                | La filla obscura                    | The Lost Daughter                 |
| 2021 | Janicza Bravo                    | Zola                                | Zola                              |
| 2021 | Lauren Hadaway                   | L'aspirant                          | The Novice                        |
| 2021 | Mike Mills                       |                                     | C'mon C'mon                       |
| 2021 | Ninja Thyberg                    | Pleasure                            | Pleasure                          |
| 2022 | Daniel Kwan and Daniel Scheinert | Tot a la vegada a tot arreu         | Everything Everywhere All at Once |
| 2022 | Todd Field                       | Tár                                 | Tár                               |
| 2022 | Kogonada                         | After Yang                          |                                   |
| 2022 | Sarah Polley                     |                                     | Women Talking                     |
| 2022 | Halina Reijn                     |                                     | Bodies Bodies Bodies              |